# The Unforgettable Fire Collection
The Unforgettable Fire Collection – kompilacja teledysków grupy U2, pochodzących z albumu The Unforgettable Fire. Została wydana w 1985 roku na kasetach VHS. Zawiera ona także trwający 30 minut dokument, dotyczących tworzenia płyty The Unforgettable Fire. Dokument został później bonusowo dołączony do DVD, U2 Go Home: Live from Slane Castle.

## Lista utworów
1. "The Unforgettable Fire" – wyreżyserowane przez Meierta Avisa
2. "Bad" – wyreżyserowane przez Barry'ego Devlina
3. "Pride (In the Name of Love)" – wyreżyserowane przez Donalda Cammella
4. "A Sort of Homecoming" – wyreżyserowane przez Barry'ego Devlina
5. The Making of the Unforgettable Fire – dokument wyreżyserowany przez Barry'ego Devlina